# Trans-Pennine (етиленопровід)
Trans-Pennine (етиленопровід) — трубопровід на півночі Англії, котрий пов'язує райони Мідлсбро та Манчестера.
В 1966-му та 1968-му у Вілтоні поблизу Мідсбро стали до ладу дві установки парового крекінгу, котрі збільшили потужність майданчику по випуску етилену в кілька разів та довели її до 780 тисяч тонн. Частина цього продукту споживалась тут же, тоді як іншу спрямували на західне узбережжя через етиленопровід Trans-Pennine, запущений у 1966/1967 роках. Він доправляв сировину в район Манчестера, де її споживали на двох майданчиках у Ранкорні та Хіллхаузі для виробництва мономеру вінілхлорида. Станом на другу половину 1990-х їх потужність по цьому продукту становила 180 та 190 тисяч тон відповідно. В 1998-му завод у Ранкорні розширили до 300 тисяч тонн, що дозволило закрити виробництво в Хіллхаузі. А з 2013-го у Ранкорні припинили виробництво мономеру, проте продовжують випускати напівфабрикат — дихлорид етилена, який відправляють морським шляхом на завод мономера вінілхлорида у німецькому Вільгельмсгафені.
Крім того, з 1982 року через Trans-Pennine отримував етилен завод альфа-олефінів у Стенлоу (десяток кілометрів на захід від Рункорна), для чого проклали перемичку Ранкорн — Стенлоу. Ще через три роки компанія Shell закрила свою піролізну установку у Каррінгтоні та перейшла на живлення похідних виробництв цього майданчика через все той же Trans-Pennine, для чого останній з'єднали короткою перемичкою із трубопровідною системою Стенлоу — Каррінгтон, спорудженою в 1960 році. При цьому у Вілтон етилен надходив із Шотландії по трубопроводу з Моссморан-Файф.
Враховуючи появу нових споживачів, можливості Trans-Pennine збільшили у 1981-му шляхом встановлення компресорної станції, що довело його потужність до 650 тисяч тонн на рік. Втім, у 1992-му Shell проклала для живлення своїх майданчиків у Стенлоу та Каррінгтоні окремий етиленопровід з Шотландії NWEP.
Trans-Pennine виконаний в діаметрі 200 мм та розрахований на максимальний робочий тиск 9,7 МПа. В такому ж діаметрі виконані ділянки Ранкорн — Стенлоу та призначена для транспортування етилену частина системи Стенлоу — Каррінгтон, при цьому перша має робочий тиск у 8,9 МПа, а друга — лише 4,4 МПа.
Неподалік від завершальної точки маршруту знаходиться підземне сховище етилену у Холфорді. В той же час, майданчик у Вілтоні також має підземні потужності для зберігання цього олефіна.